# Señorita María, la falda de la montaña
Señorita María, la falda de la montaña es una película documental colombiana de 2017 dirigida, escrita y producida por Rubén Mendoza, quien ganó el premio a Mejor Director en el Festival Internacional de Cine de Cartagena por este documental. Participó en importantes eventos a nivel nacional e internacional como el Festival de Cine de Locarno, el Festival de Cine de Edimburgo, el Festival de Cine de Trento y el 12 MiradasDoc de España.

## Sinopsis
La Señorita María Luisa, de 45 años y originaria de Boavita, Boyacá, nació siendo un niño. María Luisa ha sufrido durante toda su vida el desprecio y el maltrato por su condición, pero su amor por los animales del campo y su inquebrantable fe la han ayudado a sobresalir entre los prejuicios. Mediante entrevistas a vecinos y familiares, el documental indaga la peculiar historia de vida de María Luisa.

## Recepción
El documental ha recibido reseñas positivas por parte de la crítica especializada. Manuel Kalmanovitz de la revista Semana afirmó: "Es un retrato conmovedor e íntimo que deja ver cómo, detrás de tanta fortaleza y sufrimiento, hay un terrible bache institucional". Felipe González del diario El Espectador se refirió al documental afirmando que "es el retrato de una persona tenaz que ha superado la marginalidad y el anti retrato de la sociedad que la marginaliza".